# Infanterieakademie von Toledo

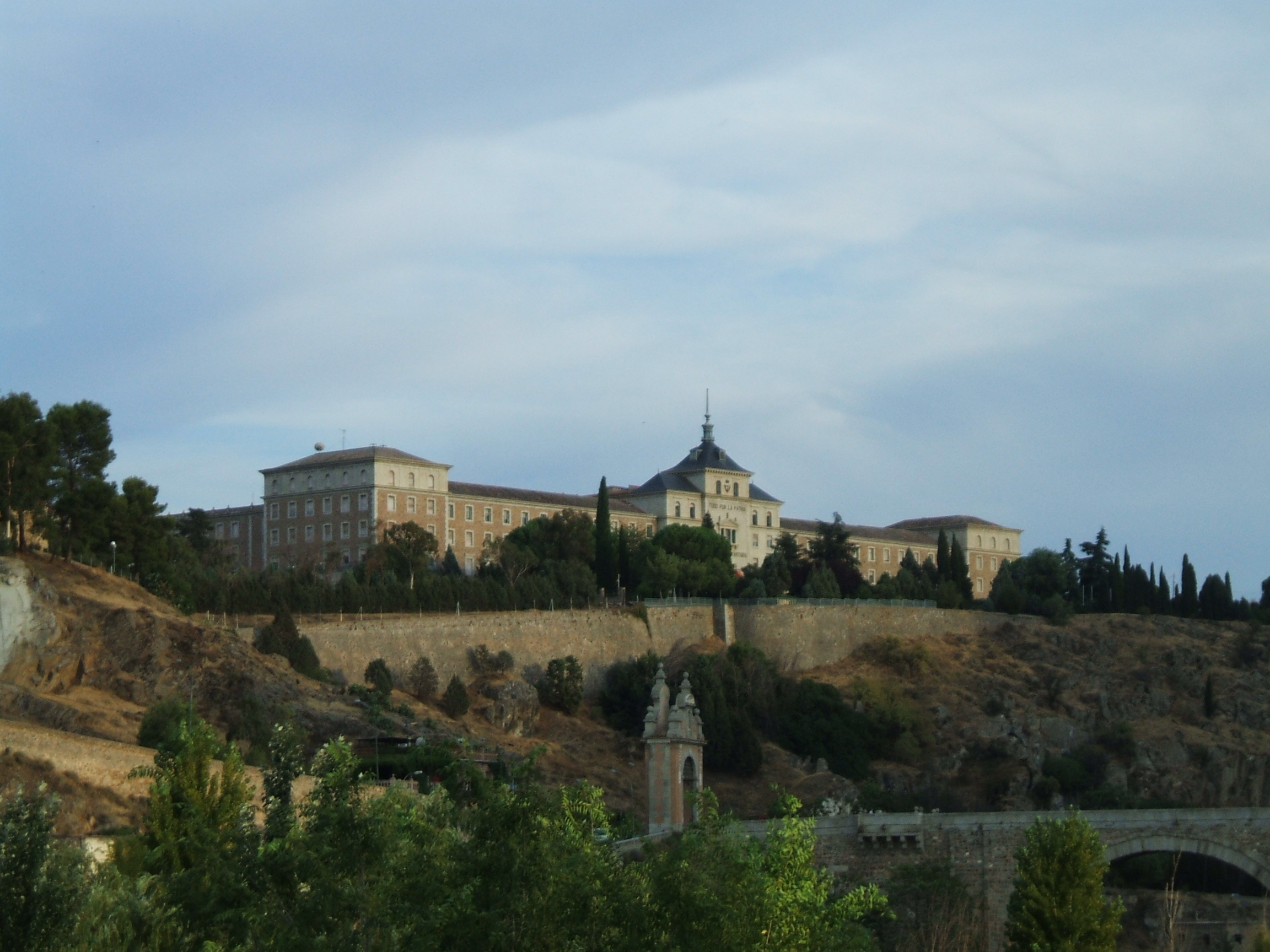
Die Infanterieakademie von Toledo

Die Infanterieakademie von Toledo (spanisch: Academia de Infantería de Toledo) ist eine Ausbildungsstätte für Infanterieoffiziere- und -unteroffiziere der spanischen Streitkräfte.
Die Akademie wurde 1850 in Toledo ins Leben gerufen und befand sich, nach einer kurzen Zeit in Madrid, ab dem 17. Oktober 1875 im Alcázar von Toledo. 1887 brannte das Gebäude aus. 1931 und 1936 wurde sie mit den Akademien der Kavallerie und Verwaltung zusammengelegt. Während der Belagerung des Alcázars von Toledo im Spanischen Bürgerkrieg wurde sie erneut zerstört. Nach dem Krieg wurde sie provisorisch nach Saragossa verlegt, bis der 1941 begonnene Bau der heutigen Gebäude 1948 abgeschlossen war.
1974 erfolgte die Zusammenlegung mit der Schule für Waffenanwendung (Escuela de Aplicación del Arma).
Koordinaten: 39° 51′ 26″ N, 4° 0′ 53″ W